# Strophanthus gardeniiflorus
Strophanthus gardeniiflorus là một loài thực vật có hoa trong họ La bố ma. Loài này được Gilg miêu tả khoa học đầu tiên năm 1903.